# Sanguinària blanca
La sanguinària blanca, arracades de la Mare de Déu, arracadeta, herba sanguinària o paroníquia argentada (Paronychia argentea) és una planta herbàcia de la família de les cariofil·làcies i de distribució mediterrània.
És anual, d'hàbit procumbent, tall glabre o pubescent amb fulles oposades, el·líptiques, estipulades i mucronades. Arriba als 30 cm d'alçada. Les flors es presenten en glomèruls laterals i terminals. Són hermafrodites, pentàmeres i actinomorfes, acompanyades de bràctees escariós-platejades majors que elles mateixes. El fruit és un aqueni.
La sanguinària blanca es pot trobar a tota la zona del mediterrani. Als Països Catalans és comuna a Catalunya (tot i que manca o és escassa al Pirineu central), a les Illes Balears i el País Valencià, fins als 1200 m d'altura. Creix en pradells de plantes anuals, en marges de camins i clarianes de garrigues, És una planta típica de sòls pedregosos i terrenys nitrificats, fissures de roques, en zones seques i assolellades amb substrats calcaris encara que també poden fer-ho amb substrats silicis.

## Etimologia
Paronychia ve d'un mot grec que es va llatinitzar "paronychium" que vol dir panadís (inflamació aguda del teixit cel·lular dels dits), ja que un dels usos més freqüents d'aquesta espècie és el tractament d'inflamacions com les hemorroides i els panadissos. I argentea ve del llatí argenteus, que vol dir de plata, argent, o que ho sembla.

## Morfologia
Són camèfits (forma vital de Raunkjaer). Són plantes perennes rastreres, esteses al sòl i tenen una alçada d'entre 5 i 20 cm. Aquesta planta Paronychia té una tija vermellosa i llenyosa tipus mata (< 1 m) que fa de 5 a 25 cm. Són procumbents (quan neixen solen ser erectes i després solen ajaure's a terra) i produeixen estolons. És simpòdica amb tiges ramificades, de rames de tipus macroblasts. Presenta una sèrie de pèls disposats en una línia. Al principi de la tija, hi ha tricomes i després es tornen glabres (sense pèls).
Les fulles fan de 3 a 5 per 1,6 a 2,8 mm, són oposades, enteres amb un pecíol curt, de forma ovada o obovada, planes més o menys glabres. Tenen un marge ciliat amb un àpex agut. A la base tenen estípules més curtes que les fulles, lanceolades i membranoses (com les bràctees). Són de consistència coriàcia.
Es pot confondre amb la Paronychia capitata, que es fa en llocs semblants, però es distingeixen per la forma de la flor.

### Òrgans reproductors
És una planta hermafrodita o bisexual.
FlorsLes flors són groguenques i es reuneixen en inflorescències terminals de tipus glomèrul. Fan de 8 a 15 mm de diàmetre, estan situades al final de les branques, embolcallades per bràctees blanc – argentades, escamoses i de consistència paperàcia. Aquestes bràctees són abundants i visibles, arrodonides i obtuses, el doble de grans que les flors, de manera que les cobreixen. Floreix de febrer a novembre.
PeriantLes flors són pentàmeres i perígines, de 2 a 2,5 mm de diàmetre; el calze persistent en el fruit està format per 5 sèpals de fins a gairebé 2 mm. Té un àpex obtús generalment no corbat i que acaba en un pinzell de pèls curts. No té corol·la.
AndroceuL'androceu consta de 5 estams oposats als sèpals.
GineceuEl gineceu consta d'un ovari ovoide del que sorgeixen dos estils, que al final tenen un estigma encorbat i divergent.
FruitEl fruit és un aqueni que sembla tancat en el calze, amb llavors llises i brunes en el seu interior. Les càpsules són monospermes.

## Farmacologia
La part que s'usa com a droga d'aquesta planta són les parts aèries. No es coneix la seva composició química ni els seus principis actius. Antigament s'utilitzava per a tot: diürètica, astringent, hipotensora i per via externa vulnerària. Les noies se'n feien collarets i arracades, d'aquí prové un dels seus noms populars.
L'ús medicinal d'aquestes plantes es va descriure per primera vegada en un manuscrit àrab que va ser redactat entre l'any 1095 i 1100. El cèlebre manuscrit titulat "Umdat al-tabib" es conserva a la Reial Acadèmia de la Historia a Madrid. El va donar a conèixer el doctor Asin Palacios l'any 1943. En aquest es considerava adequat l'ús d'aquesta planta "per tancar ferides fresques, quan s'aplica aquesta planta triturada en forma de cataplasma". Aquest ús perdura encara actualment i a ell fa referència el nom de sanguinària. Contrastant amb l'escassetat de notícies sobre el valor terapèutic de les estirps, és notable la insistència amb la que es fa referència a elles en el manuscrit.
L'època de floració és la millor per recol·lectar-la, ja que és quan els seus components es troben més actius. Aquesta comença entre abril i maig i dura tots els mesos de l'estiu. Amb finalitats medicinals es cultiven les summitats florides.

### Usos medicinals
S'utilitza sobretot com a remei casolà per a curar ferides. En general és una planta que afavoreix el bon funcionament de les vies urinàries.Així que serveix per augmentar la diuresi en afeccions urinàries, hiperuricèmia, gota, hipertensió arterial, edemes.. S'utilitza també per tractar les varius i les hemorroides. Com usos tòpics: contusions, ferides, cremades, ulceracions dèrmiques… També es pot utilitzar per alleugerar els símptomes de la grip, de refredats i de bronquitis.

### Accions farmacològiques/propietats
És un remei excel·lent com a diürètic i desintoxicant per afavorir l'emissió d'orina i a través d'aquest mecanisme tractar les infeccions urinàries, l'excés d'àcid úric en sang i les pedres del ronyó. És una planta depurativa que ajuda a eliminar les toxines del nostre organisme.
Les propietats que té:
- Diürètica
- Desintoxicant
- Antireumàtica
- Hipotensora
- Venotònica
- Cicatritzant

La seva toxicitat és lleu. En cas d'hipertensió arterial, insuficiència cardíaca o renal s'ha d'utilitzar la planta sota el control d'un metge.